# Пятачок (мультфильм)
«Пятачо́к» — советский мультфильм, созданный киностудией «Союзмультфильм» в 1977 году.

## Сюжет
Сюжет повествует о двух говорящих детёнышах барсука и лисе которые случайно находят кем-то потерянную монету, лежащую на земле. Загоревшись благородной идеей вернуть ценную вещь своему беспечному владельцу, барсучонок и лисёнок будет вынуждены блуждать в непростых поисках и встречать на своём пути других говорящих животных, желающих обманом овладеть монетой.

## Создатели
- Автор сценария: Пётр Фролов
- Режиссёр: Юрий Прытков
- Художник-постановщик: Татьяна Сазонова
- Композитор: Евгений Птичкин
- Оператор: Михаил Друян
- Звукооператор: Борис Фильчиков
- Ассистенты: Ольга Апанасова, Аркадий Шер, Н. Саратова
- Монтажница: Галина Смирнова
- Художники-мультипликаторы: Виктор Шевков, Олег Комаров, Марина Восканьянц, Наталия Богомолова, Марина Рогова, Владимир Шевченко
- Художники: Анна Атаманова, Дмитрий Анпилов
- Редактор: Наталья Абрамова
- Директор картины: Любовь Бутырина

## Роли озвучивали
- Мария Виноградова — Барсучок / Медвежонок
- Зинаида Нарышкина — Лисёнок / Росомаха / Утка
- Вячеслав Невинный — Волчонок / Гусь
- Людмила Гнилова — Кошечка